# 葡萄糖酸5-脱氢酶
葡萄糖酸5-脱氢酶（英語：gluconate 5-dehydrogenase，EC 1.1.1.69 （页面存档备份，存于））也称为“葡糖酸5-脱氢酶”，是一种以NAD+或NADP+为受体、作用于供体CH-OH基团上的氧化还原酶，化学式为：C1229H1957O360N339S10。这种酶能催化以下酶促反应：
D-葡萄糖酸 + NAD(P)+ {\displaystyle \rightleftharpoons } 5-脱氢-D-葡萄糖酸 + NAD(P)H + H+

## 结构研究
2004年，葡萄糖酸5-脱氢酶的结构首次被解析，其于蛋白质数据库中的查阅代码为1VL8。